# Beka Dartsmelia
Beka Dartsmelia (21 de marzo de 2000) es un futbolista georgiano que juega de centrocampista en el Newcastle Jets de la A League .

## Career
Dartsmelia comenzó su carrera deportiva en el Dinamo Tbilisi de la Erovnuli Liga en 2019. 
22 year old just moved to Australian Club Newcastle Jets for the upcoming 22/23 he will be second Georgian at the club 
En verano de ese año se marchó cedido hasta final de año al FC Lokomotivi Tbilisi. En febrero de 2020, el Lokomotivi Tbilisi le fichó en propiedad.

## Carrera internacional
Dartsmelia fue internacional sub-17, sub-19 y sub-20 con la selección de fútbol de Georgia, llegando a ser el capitán de la selección sub-20.
En la actualidad es internacional sub-21.

## Clubes
| Club                           | País    | Año       |
| ------------------------------ | ------- | --------- |
| Dinamo Tbilisi                 | Georgia | 2019-2020 |
| FC Lokomotivi Tbilisi (cedido) | Georgia | 2019      |
| FC Lokomotivi Tbilisi          | Georgia | 2020-act. |